# Eriocaulon kradungense
Eriocaulon kradungense är en gräsväxtart som beskrevs av Yoshisuke Satake. Eriocaulon kradungense ingår i släktet Eriocaulon och familjen Eriocaulaceae.
Artens utbredningsområde är Thailand. Inga underarter finns listade i Catalogue of Life.